# Laingiella bambusae
Laingiella bambusae es un hemíptero de la familia Aleyrodidae, con una subfamilia: Aleyrodinae.
Laingiella bambusae fue descrita científicamente por primera vez por Corbett en 1926.